# 谢正浩
谢正浩（1914年—1992年），江西于都人，中国人民解放军将领、中国人民解放军少将。
毕业于海军学院。1982年，接替郑国仲，担任东海舰队司令员。1985年，由聂奎聚接任。1961年，授中国人民解放军少将军衔。